# Salón del automóvil

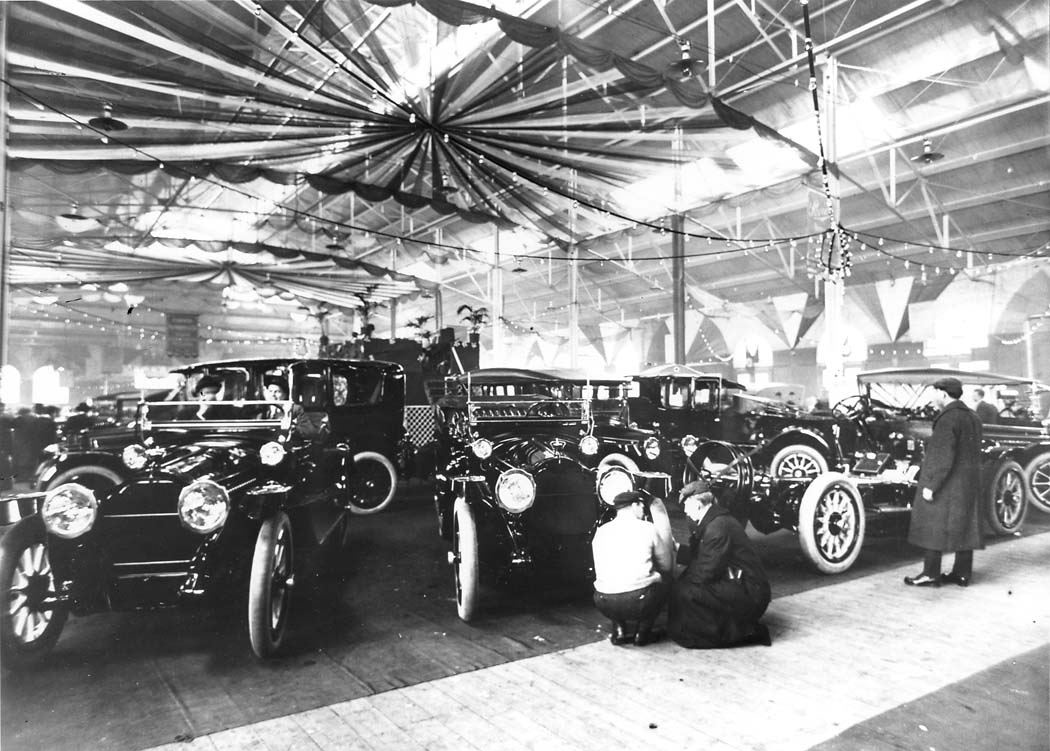
Exposición de automóviles tomada por William James en el año 1912 en Toronto, Canada.￼

Un salón del automóvil es una exposición pública de automóviles, generalmente organizadas por los fabricantes. La Organización Internacional de Constructores de Automóviles coordina las fechas de gran parte de ellos.
En un salón del automóvil se suelen exhibir modelos nuevos, prototipos de automóviles, automóviles de carreras y automóviles clásicos. Los salones del automóvil son casi siempre anuales o bienales.

## Principales salones del automóvil

### América
- Salón del Automóvil de Bogotá: bienal (años pares), en octubre o noviembre,
- Salón del Automóvil de Detroit: anual, en el mes de enero.
- Salón del Automóvil de Chicago: anual, en febrero.
- Salón Internacional del Automóvil de México: anual, en diciembre. (2004-2006, 2008)
- Salón del Automóvil de Nueva York: anual, en marzo o abril.
- Salón del Automóvil de Los Ángeles: anual, en noviembre (a partir de 2006).
- Salón del Automóvil de Santiago de Chile: bienal (años pares), en octubre.
- Salón del Automóvil de São Paulo: bienal (años pares), en octubre.
- Salón del Automóvil de Buenos Aires: bienal (años impares), en junio.
  - Salón del Automóvil de Buenos Aires 2015
  - Salón del Automóvil de Buenos Aires 2017
  - Salón del Automóvil de Buenos Aires 2019 (suspendido sin nueva fecha probable)[1][2][3]

### Europa
- Salón del Automóvil de Ginebra: anual, en marzo o abril.
- Salón del Automóvil de Londres: anual, en julio.
- Salón del Automóvil de Frankfurt: bienal (años impares), en septiembre u octubre.
- Salón del Automóvil de París: bienal (años pares), en septiembre u octubre.
  - Salón del Automóvil de París 2002
  - Salón del Automóvil de París 2004
  - Salón del Automóvil de París 2006
  - Salón del Automóvil de París 2008
  - Salón del Automóvil de París 2010
  - Salón del Automóvil de París 2012
  - Salón del Automóvil de París 2014
- Salón del Automóvil de Barcelona: bienal (años impares), en mayo o junio.
- Salón del Automóvil de Madrid: bienal (años pares), en mayo o junio.
- Salón Internacional del Automóvil de Monaco:[4]  febrero (Francés : Salon International de l'Automobile de Monaco[4])

### Asia
- Salón del Automóvil de Tokio: bienal (años impares).
- Salón del Automóvil de Nueva Delhi:
- Salón del Automóvil de Shanghái: bienal (años impares)
- Salón del Automóvil de Pekín: bienal (años pares)